# アルコラ
アルコラ（伊: Arcola）は、イタリア共和国リグーリア州ラ・スペツィア県にある、人口約10,000人の基礎自治体（コムーネ）。

## 地理

### 位置・広がり
ラ・スペツィア県南東部に所在する。隣接するコムーネは以下の通り。

#### 隣接コムーネ
- ラ・スペーツィア
- レーリチ
- サルザーナ
- ヴェッツァーノ・リーグレ

### 地震分類

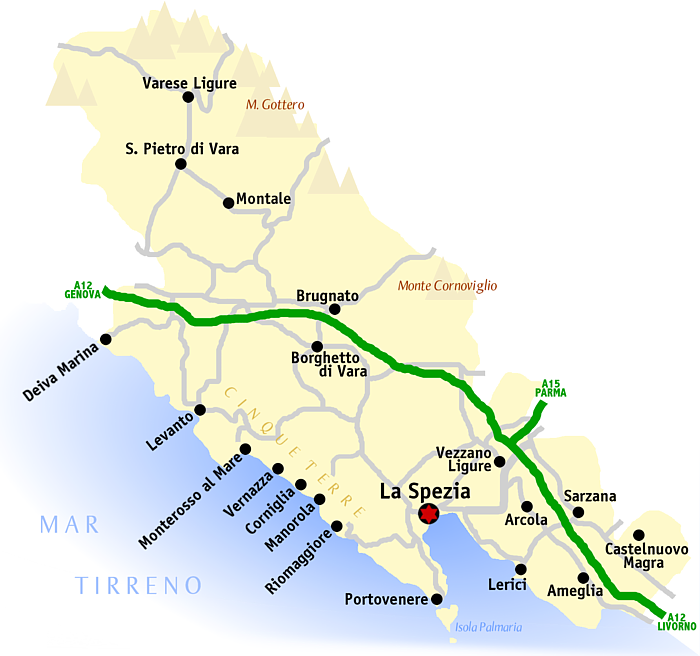
ラ・スペツィア県

イタリアの地震リスク階級 (it) では、3 に分類される
。

## 行政

### 分離集落
アルコラには、以下の分離集落（フラツィオーネ）がある。
- Baccano, Battifollo, Cerri, Fresonara, Monti, Piano di Arcola, Ponte di Arcola, Ressora, Romito Magra, Termo-Pianazze, Trebiano